# Adrapsa nigella
Adrapsa nigella là một loài bướm đêm trong họ Noctuidae.